# The Artful Dodger (Fernsehserie)
The Artful Dodger ist eine australische Fernsehserie, in der die Geschichte der Figur Jack Dawkins, auch bekannt als der Artful Dodger, aus dem Roman Oliver Twist von Charles Dickens fortgesetzt wird. In Australien fand die Premiere der Serie am 29. November 2023 als Original durch Disney+ via Star statt. Im deutschsprachigen Raum erfolgte die Erstveröffentlichung der Serie am 17. Januar 2024 durch Disney+ via Star.
Die Serie wurde um eine zweite Staffel verlängert.

## Handlung
Australien in den 1850er Jahren: Jack Dawkins ließ sein Dasein als gewiefter Taschendieb und „Artful Dodger“ in London hinter sich und konnte sich in der australischen Kolonie Port Victory ein neues Leben als angesehener Arzt und Chirurg aufbauen. Eines Tages verschuldet er sich jedoch bei Darius Cracksworth und wird mit dem Verlust seiner Hände bedroht, wenn er seine beträchtliche Schuldensumme nicht begleicht. Als wäre diese Sorge allein nicht schon schlimm genug, so tritt auch noch ein alter Bekannter aus seiner Zeit in London wieder in sein Leben. Es ist niemand geringeres als Norbert Fagin, sein alter Lehrmeister in der Kunst des Diebstahls, der in Jacks auswegloser Situation seine Chance sieht, ihn für Gaunereien zurückzugewinnen und mit ihm einen großen Coup zu wagen, und letztlich knickt Jack auch ein. Während Jack seinen neu eingeschlagenen Weg fortsetzt, verliert er zwar noch nicht seine Hände, aber unterdessen sein Herz an Lady Belle, die Tochter des Gouverneurs, die entschlossen ist, der erste weibliche Chirurg der Kolonie zu werden. Jack findet sich in einem Spagat zwischen zwei mitunter rauen Welten wieder, quer durch alle Gesellschaftsschichten, und nicht selten geht es um Leben und Tod. Die Geschichte ist geprägt von Neuerfindung, Verrat, Wiedergutmachung und Liebe, alles abgerundet mit einem Twist.

## Besetzung und Synchronisation
Die deutschsprachige Synchronisation entstand nach den Dialogbüchern von Imme Aldag sowie unter der Dialogregie von Dorothee Muschter durch die Synchronfirma FFS Film- & Fernseh-Synchron in Berlin.

### Hauptdarsteller
| Rolle                                | Schauspieler           | Synchronsprecher     |
| ------------------------------------ | ---------------------- | -------------------- |
| Dr. Jack Dawkins / Der Artful Dodger | Thomas Brodie-Sangster | Christian Zeiger     |
| Norbert Fagin                        | David Thewlis          | Frank Röth           |
| Lady Belle Fox                       | Maia Mitchell          | Lydia Morgenstern    |
| Captain Lucien Gaines                | Damon Herriman         | Matthias Deutelmoser |

### Nebendarsteller
| Rolle                       | Schauspieler       | Synchronsprecher  |
| --------------------------- | ------------------ | ----------------- |
| Tim Billiberllary           | Luke Carroll       | Imme Aldag        |
| Hetty Baggett               | Vivienne Awosoga   | Laurine Betz      |
| Governor Edmund Fox         | Damien Garvey      | Michael Iwannek   |
| Lady Fanny Fox              | Lucy-Rose Leonard  | Melinda Rachfahl  |
| Darius Cracksworth          | Tim Minchin        | Asad Schwarz      |
| Professor Alistair McGregor | Kim Gyngell        | Bernd Vollbrecht  |
| Dr. Rainsford Sneed         | Nicholas Burton    | Konrad Bösherz    |
| Lady Jane Fox               | Susie Porter       | Katrin Zimmermann |
| Aputi Savea                 | Albert Latailakepa | Kaze Uzumaki      |
| Frances „Red“ Scrubbs       | Miranda Tapsell    | Magdalena Helmig  |
| Rosemary „Rotty“ Falkirk    | Brigid Zengeni     | Meike Finck       |
| Bayani „Flashbang“ Rivera   | Aljin Abella       | Hannes Maurer     |
| Father Cruikshanks          | Huw Higginson      | Tobias Lelle      |
| Peggy Gaines                | Jessica De Gouw    | Friederike Walke  |
| Hon. Mortimer Smales        | Tom Budge          | Marcel Mann       |
| Sergeant Bramwell           | Michael Sheasby    | Alex Friedland    |
| Ned Monks                   | Ezekiel Simat      | Daniel Welbat     |

### Gastdarsteller
| Rolle                   | Schauspieler       | Synchronsprecher      |
| ----------------------- | ------------------ | --------------------- |
| Dr. Jack Dawkins (jung) | Finn Treacy        | Leo Gardeur           |
| Charlie Salt            | Jude Hyland        | Josef Litten          |
| Tinkler Duckett         | Justin Smith       | Matthias Scherwenikas |
| Oliver Twist            | Hal Cumpston       | Tobias Diakow         |
| Micawber                | Nicholas Hope      | Harald Effenberg      |
| Marianne Cracksworth    | Andrea Demetriades | Katharina Spiering    |
| Angus Hootens           | Kevin MacIsaac     | Dirk Talaga           |
| Ebenezer Gulch          | Josh Price         | Vlad Chiriac          |
| Milly Wince             | Sofia Nolan        | Emilia Raschewski     |
| Hugh Champflower        | Mackenzie Fearnley | Jan Andreesen         |
| Captain Sebastian Grimm | Fayssal Bazzi      | Georgios Tzitzikos    |
| Navigator               | Nicholas Cassim    | Thomas Schmuckert     |
| Pike                    | Brandon McClelland | Sascha Krüger         |
| Rackham                 | Darren McMullen    | Dennis Herrmann       |
| Alfie Wilderkins        | Finnian James      | Oscar Hoppe           |

## Episodenliste
| Nr. | Deutscher Titel              | Originaltitel           | Erstveröffentlichung (Australien) | Deutschsprachige Erstveröffentlichung (D/A/CH) | Regie          | Drehbuch                        |
| --- | ---------------------------- | ----------------------- | --------------------------------- | ---------------------------------------------- | -------------- | ------------------------------- |
| 1   | Der Yankee-Trick             | The Yankee Dodge        | 29. Nov. 2023                     | 17. Jan. 2024                                  | Jeffrey Walker | James McNamara                  |
| 2   | Die Segnungen der St. Coccyx | Blessings of St. Coccyx | 29. Nov. 2023                     | 17. Jan. 2024                                  | Jeffrey Walker | Andrew Knight                   |
| 3   | Geheimnisse eines Toten      | Dead Men’s Secrets      | 29. Nov. 2023                     | 17. Jan. 2024                                  | Corrie Chen    | James McNamara                  |
| 4   | Ein abgekartetes Spiel       | The Stitch Up           | 29. Nov. 2023                     | 17. Jan. 2024                                  | Corrie Chen    | Vivienne Walsh                  |
| 5   | Das Duell                    | The Duel                | 29. Nov. 2023                     | 17. Jan. 2024                                  | Gracie Otto    | Andrew Knight                   |
| 6   | Bully in the Alley           | Bully in the Alley      | 29. Nov. 2023                     | 17. Jan. 2024                                  | Gracie Otto    | James McNamara & Vivienne Walsh |
| 7   | Muttersöhnchen               | Wet Lettuce             | 29. Nov. 2023                     | 17. Jan. 2024                                  | Jeffrey Walker | Andrew Knight & Dan Knight      |
| 8   | Ungenutztes Potenzial        | Untapped Potential      | 29. Nov. 2023                     | 17. Jan. 2024                                  | Jeffrey Walker | James McNamara                  |

### Staffel 2
| Nr. (ges.) | Nr. (St.) | Deutscher Titel | Originaltitel | Erstveröffentlichung (UK) | Deutschsprachige Erstveröffentlichung (D/A/CH) | Regie | Drehbuch |
| ---------- | --------- | --------------- | ------------- | ------------------------- | ---------------------------------------------- | ----- | -------- |
| 9          | 1         | —               | —             | —                         | —                                              | —     | —        |